# WNBA 2008
Die Saison 2008 war die zwölfte reguläre Saison der Women’s National Basketball Association (WNBA). Die reguläre Saison begann am 17. Mai 2008 und endete am 15. September 2008. Drei Tage später starteten die WNBA Playoffs, die am 5. Oktober 2008 mit den WNBA Finals und dem Sieg der Detroit Shock endeten.

## Saisonnotizen
- Am 17. Oktober 2007 gab Donna Orender, die Präsidentin der WNBA, bekannt, dass mit den Atlanta Dream eine neue Franchise in Atlanta errichtet werden soll, die bereits in dieser Saison in der WNBA spielen werden.
- Der WNBA Draft fand am 9. April in Tampa, Florida statt. Als ersten Pick zogen die Los Angeles Sparks, Candace Parker von der University of Tennessee.
- Die reguläre Saison begann am 17. Mai 2007 mit der Partie zwischen dem amtierenden Meister, den Phoenix Mercury und den Los Angeles Sparks.
- In dieser Saison fand wegen der Olympischen Sommerspiele 2008 kein WNBA All-Star Game statt.
- Candace Parker ist die zweite Spielerin in der Geschichte der WNBA, die einen Dunk vollzog.
- Im Spiel zwischen den Los Angeles Sparks und Detroit Shock kam es zu einer Rauferei zwischen den Spielerinnen.
- Im Arthur Ashe Stadium kam es zum ersten professionellen Outdoor-Basketballspiel in der WNBA. Zum Spiel zwischen den New York Liberty und den Indiana Fever kamen über 19.000 Menschen.
- Hall-of-Famer Nancy Lieberman unterzeichnete trotz ihres Altern von 50 Jahren einen Vertrag mit den Detroit Shock für ein Spiel. In diesem Spiel spielte sie für insgesamt neun Minuten, in denen sie zwei Assists erzielte.
- Das Expansionfranchise Atlanta Dream verloren alle ihre ersten 17 Spiele und stellten somit einen neuen Negativrekord in der WNBA auf.
- Die Zukunft der Houston Comets ist ungewiss, da sie zum Verkauf freigegeben wurden.
- In dieser Saison konnte sich mit den Phoenix Mercury erstmals der Titelverteidiger nicht für die Playoffs qualifizieren.
- Am 5. Oktober gewannen die Detroit Shock nach nur drei Spielen in den Finals ihren dritten Meistertitel in den letzten sechs Jahren.

## Draft
Vor dem WNBA Draft 2008 fand ein Expansion Draft für die Atlanta Dream statt. Der zwölfte WNBA Draft fand am 9. April 2008 statt. Die Auswahlreihenfolge wurde am 23. Oktober 2007 bei einer Lotterie festgelegt. Diese gewannen die Los Angeles Sparks vor den Chicago Sky.
Als ersten Pick zogen die Sparks die US-amerikanische Candace Parker. Danach wählte Chicago auf dem zweiten Platz Sylvia Fowles. Insgesamt sicherten sich die 14 Franchises die Rechte an 43 Spielerinnen. Den Hauptanteil mit 41 Spielerinnen stellten die Vereinigten Staaten.

### Top-5-Picks
Abkürzungen: Pos = Position, G = Guard, F = Forward, C = Center

| Nr. | Spielerin         | Nationalität       | Pos | WNBA-Mannschaft    | College/Profi-Team         |
| --- | ----------------- | ------------------ | --- | ------------------ | -------------------------- |
| 1.  | Candace Parker    | Vereinigte Staaten | F/C | Los Angeles Sparks | University of Tennessee    |
| 2.  | Sylvia Fowles     | Vereinigte Staaten | C   | Chicago Sky        | Louisiana State University |
| 3.  | Candice Wiggins   | Vereinigte Staaten | G   | Minnesota Lynx     | Stanford University        |
| 4.  | Alexis Hornbuckle | Vereinigte Staaten | G   | Detroit Shock      | University of Tennessee    |
| 5.  | Matee Ajavon      | Vereinigte Staaten | G   | Houston Comets     | Rutgers University         |

## Vertragsabschlüsse, Transfers und Wechsel

### Spielerinnen
Aufgrund des Expansion Draft der Atlanta Dream kam es am 6. Februar zu den ersten Spielerwechsel. Zum ersten richtigen Transfer kam es noch am selben Tag, als die Dream LaToya Thomas und einen Zweitrunden-Pick (insgesamt 18. Pick) für Ivory Latta zu den Detroit Shock transferierten. Die Dream vollzogen an diesem Tag noch zwei weitere Transfers. Am 19. Februar waren erstmals Starspielerinnen in einem Wechsel involviert. Die Minnesota Lynx nahmen Free Agent Anna DeForge unter Vertrag. Außerdem erhielten die Seattle Storm für einen Erstrunden-Pick (insgesamt 4. Pick) Swin Cash von den Detroit Shock. Die Connecticut Sun transferierten Katie Douglas zu den Indiana Fever und erhielten im Gegenzug Tamika Whitmore und einen Erstrunden-Pick (insgesamt 12. Pick) und die Rechta an Jessica Foley. Bereits am 3. März unterzeichnete mit Free Agent Sheryl Swoopes der nächste Star bei den Seattle Storm einen Vertrag. Damit waren die Storm bereits für viele der große Favorit im Kampf um die Meisterschaft. Am 8. April sorgten die Storm für die nächste Überraschung als Yolanda Griffith bei ihnen einen Vertrag unterzeichnete. Damit bestand die gesamte Startformation der Storm aus Spielerinnen die bereits mehrmals an einem All-Star Spiel teilgenommen haben. Am 22. April kam es bereits zum letzten Transfer vor Saisonbeginn an der eine bekannte Spielerin beteiligt war. Die Los Angeles Sparks transferierten Taj McWilliams-Franklin und einen Erstrunden-Pick für DeLisha Milton-Jones zu den Washington Mystics. Am 24. Juli nahmen die Detroit Shock die 50-jährige Nancy Lieberman für eine Woche unter Vertrag. Dabei kam sie im Spiel gegen die Houston Comets zum Einsatz. Lieberman verzeichnete zwei Assists und zwei Turnovers. Die Shock gewannen das Spiel am Ende 79–61. Damit ist Lieberman die älteste Spielerin die je ein WNBA-Spiel bestritten hat. Am 25. Juli wurde ihr Vertrag mit den Shock wieder aufgelöst. Kristen O’Neill sorgte für aufsehen, als sie insgesamt vier Mal von den Storm für je eine Woche unter Vertrag genommen wurde. Durch ihren unbeugsamen Willen den Sprung in die WNBA zu schaffen erlangte sie große Beliebtheit bei den Fans der Storm. Am 12. September wurde sie schließlich von den Storm für die gesamte restliche Saison unter Vertrag genommen.

### Trainer
Am 27. September 2007 verkündete Ann Meyers-Drysdale, General Manager der Phoenix Mercury, dass der Vertrag mit Cheftrainer Paul Westhead verlängert wurde. Wayne Rollins, übernahm am 1. Juni 2007 den Posten als Interimstrainer bei den Washington Mystics, wurde offiziell zum Cheftrainer der Mystics für diese Saison ernannt. Des Weiteren ernannten die Atlanta Dream Marynell Meadors zur ersten Cheftrainerin und General Manager der Franchise-Geschichte. Am 26. Oktober gaben die Indiana Fever bekannt, dass sie den Vertrag mit ihrem bisherigen Cheftrainer Brian Winters nicht verlängern werden. Obwohl Anne Donovan für diese Saison noch einen Vertrag bei den Seattle Storm hatte, legte sie ihr Amt als Cheftrainerin der Storm nieder. Die Fever fanden bereits früh einen Ersatz für Winters unter präsentierten am 12. Dezember Lin Dunn als neue Cheftrainerin der Mannschaft.

## Reguläre Saison

### Abschlusstabellen
Erläuterungen:       = Playoff-Qualifikation,       = Conference-Sieger
| Pl | Team               | Sp | S  | N  | %    | GB | Heim | Auswärts |
| -- | ------------------ | -- | -- | -- | ---- | -- | ---- | -------- |
| 1  | Detroit Shock      | 34 | 22 | 12 | 64,7 | −  | 14:3 | 8:9      |
| 2  | Connecticut Sun    | 34 | 21 | 13 | 61,8 | 1  | 13:4 | 8:9      |
| 3  | New York Liberty   | 34 | 19 | 15 | 55,9 | 3  | 11:6 | 8:9      |
| 4  | Indiana Fever      | 34 | 17 | 17 | 50   | 5  | 11:6 | 6:11     |
| 5  | Chicago Sky        | 34 | 12 | 22 | 35,3 | 10 | 8:9  | 4:13     |
| 6  | Washington Mystics | 34 | 10 | 24 | 29,4 | 12 | 6:11 | 4:13     |
| 7  | Atlanta Dream      | 34 | 4  | 30 | 11,8 | 18 | 1:16 | 3:14     |

| Pl | Team                     | Sp | S  | N  | %    | GB | Heim | Auswärts |
| -- | ------------------------ | -- | -- | -- | ---- | -- | ---- | -------- |
| 1  | San Antonio Silver Stars | 34 | 24 | 10 | 70,6 | 8  | 15:2 | 9:8      |
| 2  | Seattle Storm            | 34 | 22 | 12 | 64,7 | 2  | 16:1 | 6:11     |
| 3  | Los Angeles Sparks       | 34 | 20 | 14 | 58,8 | 4  | 12:5 | 8:9      |
| 4  | Sacramento Monarchs      | 34 | 18 | 16 | 52,9 | 6  | 13:4 | 5:12     |
| 5  | Houston Comets           | 34 | 17 | 17 | 50   | 7  | 13:4 | 4:13     |
| 6  | Minnesota Lynx           | 34 | 16 | 18 | 47,1 | 8  | 10:7 | 6:11     |
| 7  | Phoenix Mercury          | 34 | 16 | 18 | 47,1 | 8  | 9:8  | 7:10     |

### WNBA All-Star Game
Aufgrund der Olympischen Sommerspiele 2008 in Peking fand in dieser Saison kein All-Star Game statt.

## Playoffs

### Playoff-Baum
| Conference Semifinals | Conference Semifinals | Conference Semifinals    |    |                          | Conference Finals | Conference Finals | Conference Finals |  |  | WNBA-Finals | WNBA-Finals | WNBA-Finals |
|                       |                       |                          |    |                          |                   |                   |                   |  |  |             |             |             |
| 1                     | Detroit Shock         | 2                        |    |                          |                   |                   |                   |  |  |             |             |             |
| 4                     | Indiana Fever         | 1                        |    |                          |                   |                   |                   |  |  |             |             |             |
| 4                     | Indiana Fever         | 1                        | 1  | Detroit Shock            | 2                 |                   |                   |  |  |             |             |             |
| Eastern Conference    |                       |                          | 1  | Detroit Shock            | 2                 |                   |                   |  |  |             |             |             |
|                       | 3                     | New York Liberty         | 1  |                          |                   |                   |                   |  |  |             |             |             |
| 2                     | 3                     | New York Liberty         | 1  | Connecticut Sun          | 1                 |                   |                   |  |  |             |             |             |
| 2                     |                       |                          |    | Connecticut Sun          | 1                 |                   |                   |  |  |             |             |             |
| 3                     | New York Liberty      | 2                        |    |                          |                   |                   |                   |  |  |             |             |             |
| 3                     | New York Liberty      | 2                        | E1 | Detroit Shock            | 3                 |                   |                   |  |  |             |             |             |
|                       |                       |                          |    | Detroit Shock            | 3                 |                   |                   |  |  |             |             |             |
|                       | W1                    | San Antonio Silver Stars | 0  |                          |                   |                   |                   |  |  |             |             |             |
| 1                     | W1                    | San Antonio Silver Stars | 0  | San Antonio Silver Stars | 2                 |                   |                   |  |  |             |             |             |
| 1                     |                       |                          |    | San Antonio Silver Stars | 2                 |                   |                   |  |  |             |             |             |
| 4                     | Sacramento Monarchs   | 1                        |    |                          |                   |                   |                   |  |  |             |             |             |
| 4                     | Sacramento Monarchs   | 1                        | 1  | San Antonio Silver Stars | 2                 |                   |                   |  |  |             |             |             |
| Western Conference    |                       |                          | 1  | San Antonio Silver Stars | 2                 |                   |                   |  |  |             |             |             |
|                       | 3                     | Los Angeles Sparks       | 1  |                          |                   |                   |                   |  |  |             |             |             |
| 2                     | 3                     | Los Angeles Sparks       | 1  | Seattle Storm            | 1                 |                   |                   |  |  |             |             |             |
| 2                     |                       |                          |    | Seattle Storm            | 1                 |                   |                   |  |  |             |             |             |
| 3                     | Los Angeles Sparks    | 2                        |    |                          |                   |                   |                   |  |  |             |             |             |

### Conference Semifinals (Runde 1)

#### Eastern Conference
| Detroit Shock (1) – Indiana Fever (4) | Detroit Shock (1) – Indiana Fever (4) | Detroit Shock (1) – Indiana Fever (4) | Detroit Shock (1) – Indiana Fever (4) | Detroit Shock (1) – Indiana Fever (4) | Detroit Shock (1) – Indiana Fever (4) | Detroit Shock (1) – Indiana Fever (4) |
| Datum                                 | Auswärtsteam                          | Auswärtsteam                          | Heimteam                              | Heimteam                              | Bem.                                  |                                       |
| ------------------------------------- | ------------------------------------- | ------------------------------------- | ------------------------------------- | ------------------------------------- | ------------------------------------- | ------------------------------------- |
| 19. September                         | Detroit                               | 81                                    | 72                                    | Indiana                               |                                       |                                       |
| 21. September                         | Indiana                               | 89                                    | 82                                    | Detroit                               | OT                                    |                                       |
| 23. September                         | Indiana                               | 61                                    | 80                                    | Detroit                               |                                       |                                       |
| Detroit gewinnt die Serie mit 2:1.    |                                       |                                       |                                       |                                       |                                       |                                       |

| Connecticut Sun (2) – New York Liberty (3) | Connecticut Sun (2) – New York Liberty (3) | Connecticut Sun (2) – New York Liberty (3) | Connecticut Sun (2) – New York Liberty (3) | Connecticut Sun (2) – New York Liberty (3) | Connecticut Sun (2) – New York Liberty (3) | Connecticut Sun (2) – New York Liberty (3) |
| Datum                                      | Auswärtsteam                               | Auswärtsteam                               | Heimteam                                   | Heimteam                                   | Bem.                                       |                                            |
| ------------------------------------------ | ------------------------------------------ | ------------------------------------------ | ------------------------------------------ | ------------------------------------------ | ------------------------------------------ | ------------------------------------------ |
| 18. September                              | Connecticut                                | 63                                         | 72                                         | New York                                   |                                            |                                            |
| 20. September                              | New York                                   | 70                                         | 73                                         | Connecticut                                |                                            |                                            |
| 22. September                              | New York                                   | 66                                         | 62                                         | Connecticut                                |                                            |                                            |
| New York gewinnt die Serie mit 2:1.        |                                            |                                            |                                            |                                            |                                            |                                            |

#### Western Conference
| San Antonio Silver Stars (1) – Sacramento Monarchs (4) | San Antonio Silver Stars (1) – Sacramento Monarchs (4) | San Antonio Silver Stars (1) – Sacramento Monarchs (4) | San Antonio Silver Stars (1) – Sacramento Monarchs (4) | San Antonio Silver Stars (1) – Sacramento Monarchs (4) | San Antonio Silver Stars (1) – Sacramento Monarchs (4) | San Antonio Silver Stars (1) – Sacramento Monarchs (4) |
| Datum                                                  | Auswärtsteam                                           | Auswärtsteam                                           | Heimteam                                               | Heimteam                                               | Bem.                                                   |                                                        |
| ------------------------------------------------------ | ------------------------------------------------------ | ------------------------------------------------------ | ------------------------------------------------------ | ------------------------------------------------------ | ------------------------------------------------------ | ------------------------------------------------------ |
| 18. September                                          | San Antonio                                            | 85                                                     | 78                                                     | Sacramento                                             |                                                        |                                                        |
| 20. September                                          | Sacramento                                             | 84                                                     | 67                                                     | San Antonio                                            |                                                        |                                                        |
| 22. September                                          | Sacramento                                             | 81                                                     | 86                                                     | San Antonio                                            |                                                        |                                                        |
| San Antonio gewinnt die Serie mit 2:1.                 |                                                        |                                                        |                                                        |                                                        |                                                        |                                                        |

| Seattle Storm (2) – Los Angeles Sparks (3) | Seattle Storm (2) – Los Angeles Sparks (3) | Seattle Storm (2) – Los Angeles Sparks (3) | Seattle Storm (2) – Los Angeles Sparks (3) | Seattle Storm (2) – Los Angeles Sparks (3) | Seattle Storm (2) – Los Angeles Sparks (3) | Seattle Storm (2) – Los Angeles Sparks (3) |
| Datum                                      | Auswärtsteam                               | Auswärtsteam                               | Heimteam                                   | Heimteam                                   | Bem.                                       |                                            |
| ------------------------------------------ | ------------------------------------------ | ------------------------------------------ | ------------------------------------------ | ------------------------------------------ | ------------------------------------------ | ------------------------------------------ |
| 19. September                              | Seattle                                    | 69                                         | 77                                         | Los Angeles                                |                                            |                                            |
| 21. September                              | Los Angeles                                | 50                                         | 64                                         | Seattle                                    |                                            |                                            |
| 23. September                              | Los Angeles                                | 71                                         | 64                                         | Seattle                                    |                                            |                                            |
| Los Angeles gewinnt die Serie mit 2:1.     |                                            |                                            |                                            |                                            |                                            |                                            |

### Conference Finals (Runde 2)

#### Eastern Conference
| Detroit Shock (1) – New York Liberty (3) | Detroit Shock (1) – New York Liberty (3) | Detroit Shock (1) – New York Liberty (3) | Detroit Shock (1) – New York Liberty (3) | Detroit Shock (1) – New York Liberty (3) | Detroit Shock (1) – New York Liberty (3) | Detroit Shock (1) – New York Liberty (3) |
| Datum                                    | Auswärtsteam                             | Auswärtsteam                             | Heimteam                                 | Heimteam                                 | Bem.                                     |                                          |
| ---------------------------------------- | ---------------------------------------- | ---------------------------------------- | ---------------------------------------- | ---------------------------------------- | ---------------------------------------- | ---------------------------------------- |
| 26. September                            | Detroit                                  | 56                                       | 60                                       | New York                                 |                                          |                                          |
| 28. September                            | New York                                 | 55                                       | 64                                       | Detroit                                  |                                          |                                          |
| 29. September                            | New York                                 | 73                                       | 75                                       | Detroit                                  |                                          |                                          |
| Detroit gewinnt die Serie mit 2:1.       |                                          |                                          |                                          |                                          |                                          |                                          |

Die Detroit Shock und New York Liberty lieferten sich einen langen und harten Kampf um den Einzug in die Finals. Alle drei Spiele wurden erst im letzten Viertel entschieden. Im ersten Spiel lagen die Liberty nach Ende des dritten Viertels mit sechs Punkten zurück. Die Liberty konnten mit einem guten Start im letzten Viertel, wo sie neun der ersten elf Punkte erzielten, bald die Führung übernehmen, die sie bis zum Ende nicht mehr an die Shock abgaben. Im zweiten Spiel waren es die Shock die nach einem sieben Punkte Rückstand nach drei Vierteln das Spiel, noch für sich entscheiden konnten. Die Shock erzielten in diesem Spiel zehn der ersten dreizehn Punkte im letzten Viertel – acht Punkte davon erzielte Deanna Nolan. Im letzten und entscheidenden Spiel konnten die Shock ihre knappe fünf Punkte Führung nach drei Vierteln noch über die gesamte Distanz retten. Die Liberty kamen zwischenzeitlich zwar bis auf zwei Punkte an die Shock heran, jedoch reichte es am Ende nicht mehr die Shock wirklich an den Rand einer Niederlage zu bringen.

#### Western Conference
| San Antonio Silver Stars (1) – Los Angeles Sparks (3) | San Antonio Silver Stars (1) – Los Angeles Sparks (3) | San Antonio Silver Stars (1) – Los Angeles Sparks (3) | San Antonio Silver Stars (1) – Los Angeles Sparks (3) | San Antonio Silver Stars (1) – Los Angeles Sparks (3) | San Antonio Silver Stars (1) – Los Angeles Sparks (3) | San Antonio Silver Stars (1) – Los Angeles Sparks (3) |
| Datum                                                 | Auswärtsteam                                          | Auswärtsteam                                          | Heimteam                                              | Heimteam                                              | Bem.                                                  |                                                       |
| ----------------------------------------------------- | ----------------------------------------------------- | ----------------------------------------------------- | ----------------------------------------------------- | ----------------------------------------------------- | ----------------------------------------------------- | ----------------------------------------------------- |
| 25. September                                         | San Antonio                                           | 70                                                    | 85                                                    | Los Angeles                                           |                                                       |                                                       |
| 27. September                                         | Los Angeles                                           | 92                                                    | 98                                                    | San Antonio                                           |                                                       |                                                       |
| 28. September                                         | Los Angeles                                           | 72                                                    | 76                                                    | San Antonio                                           |                                                       |                                                       |
| San Antonio gewinnt die Serie mit 2:1.                |                                                       |                                                       |                                                       |                                                       |                                                       |                                                       |

Die San Antonio Silver Stars standen nach 2007 bereits zum zweiten Mal in Folge in den Western Conference Finals, wo sie auf die Los Angeles Sparks trafen. Im ersten Spiel mussten sich die Silver Stars trotz einer neun Punkte Vorsprung nach dem ersten Viertel den Sparks und einer herausragenden Lisa Leslie am Ende klar geschlagen geben. Ganz anders verlief das zweite Spiel dieser Serie, das erst in der Schlusssekunde entschieden wurde. Nachdem die Sparks eineinhalb Minuten vor Ende mit einem vier Punkte-Vorsprung schon nach den Siegerinnen aussahen, gingen die Silver Stars durch einen 3-Punkte Wurf von Becky Hammon und zwei verwandelte Freiwürfe von Sophia Young elf Sekunden vor Schluss mit einem Punkt in Führung. DeLisha Milton-Jones  brachte eine Sekunde vor Ende die Sparks mit einem Layup Shot wieder in Führung, jedoch konnte Young mit der Schlusssirene ihren Wurf verwandeln, was den Sieg für die Silver Stars bedeutete. Auch im letzten Spiel dieser Serie lagen die Silver Stars kurz vor Ende zurück. Die Silver Stars konnten aber durch neun Punkte in Folge in den letzten zwei Minuten doch noch den Sieg und somit ihren ersten Einzug in die Finals sichern.

### Finals (Runde 3)
| \| San Antonio Silver Stars (W1) – Detroit Shock (E1) \| San Antonio Silver Stars (W1) – Detroit Shock (E1) \| San Antonio Silver Stars (W1) – Detroit Shock (E1) \| San Antonio Silver Stars (W1) – Detroit Shock (E1) \| San Antonio Silver Stars (W1) – Detroit Shock (E1) \| San Antonio Silver Stars (W1) – Detroit Shock (E1) \| San Antonio Silver Stars (W1) – Detroit Shock (E1) \| \| Datum \| Auswärtsteam \| Auswärtsteam \| Heimteam \| Heimteam \| Bem. \| \| \| ---------------------------------------------------------------------------- \| -------------------------------------------------- \| -------------------------------------------------- \| -------------------------------------------------- \| -------------------------------------------------- \| -------------------------------------------------- \| -------------------------------------------------- \| \| 1. Oktober \| Detroit \| 77 \| 69 \| San Antonio \| \| \| \| 3. Oktober \| Detroit \| 69 \| 61 \| San Antonio \| \| \| \| 5. Oktober \| San Antonio \| 71 \| 76 \| Detroit \| \| \| \| Detroit gewinnt die Serie mit 3:0. Katie Smith wurde zum Finals-MVP ernannt. \| \| \| \| \| \| \| Finals-MVP Katie Smith führte die Shock zu ihren zweiten Titel in drei Saisons. Smith erzielte in den Finals durchschnittlich 21,7 Punkte pro Spiel, außerdem stand sie in den ersten beiden Spielen über die volle Distanz auf dem Feld. Die Silver Stars konnten meist nur in vereinzelten Vierteln mit den Shock mithalten, über eine gesamte Distanz waren sie in allen drei Spielen chancenlos. |              |              |          |             |      |
| San Antonio Silver Stars (W1) – Detroit Shock (E1) |              |              |          |             |      |
| Datum | Auswärtsteam | Auswärtsteam | Heimteam | Heimteam    | Bem. |
| 1. Oktober | Detroit      | 77           | 69       | San Antonio |      |
| 3. Oktober | Detroit      | 69           | 61       | San Antonio |      |
| 5. Oktober | San Antonio  | 71           | 76       | Detroit     |      |
| Detroit gewinnt die Serie mit 3:0. Katie Smith wurde zum Finals-MVP ernannt. |              |              |          |             |      |

#### Spiel 1
| 1. Oktober | Zusammenfassung | Detroit Shock 77, San Antonio Silver Stars 69                                                         | Detroit Shock 77, San Antonio Silver Stars 69 | Detroit Shock 77, San Antonio Silver Stars 69                          | AT&T Center, San Antonio Zuschauer: 9.380 Schiedsrichter: - #22 Courteau - #38 Simpson - #42 Gulbeyan |
| 1. Oktober | Zusammenfassung | Punkte pro Viertel: 15-18, 27-14, 17-17, 18-20                                                        |                                               |                                                                        | AT&T Center, San Antonio Zuschauer: 9.380 Schiedsrichter: - #22 Courteau - #38 Simpson - #42 Gulbeyan |
| 1. Oktober | Zusammenfassung | Punkte: Smith 25, McWilliams-Franklin 24 Rebounds: Smith 9 Assists: Hornbuckle 5 Steals: Hornbuckle 3 |                                               | Punkte: Young 21 Rebounds: Young 9 Assists: Hammon 5 Blocks: Wauters 3 | AT&T Center, San Antonio Zuschauer: 9.380 Schiedsrichter: - #22 Courteau - #38 Simpson - #42 Gulbeyan |
| 1. Oktober | Zusammenfassung | |                                               |                                                                        | AT&T Center, San Antonio Zuschauer: 9.380 Schiedsrichter: - #22 Courteau - #38 Simpson - #42 Gulbeyan |

Die Detroit Shock konnten das erste Spiel dieser Serie gegen das beste Team aus der regulären Saison den San Antonio Silver Stars für sich entscheiden. Das Spiel war bereits nach dem zweiten Viertel entschieden, indem die Shock die Silver Stars 27:14 an die Wand spielten. Die beiden Shock-Spielerinnen Deanna Nolan und Katie Smith spielten über die gesamte Distanz des Spiels. Herausragendste Spielerin in der ersten Begegnung war Katie Smith, die 25 Punkte und 9 Rebounds erzielte.

#### Spiel 2
| 3. Oktober | Zusammenfassung | Detroit Shock 69, San Antonio Silver Stars 61                       | Detroit Shock 69, San Antonio Silver Stars 61 | Detroit Shock 69, San Antonio Silver Stars 61                                      | AT&T Center, San Antonio Zuschauer: 16.012 Schiedsrichter: - #9 Brooks-Clauser - #18 Walker - #55 Brewton |
| 3. Oktober | Zusammenfassung | Punkte pro Viertel: 25-12, 10-16, 13-17, 21-16                      |                                               |                                                                                    | AT&T Center, San Antonio Zuschauer: 16.012 Schiedsrichter: - #9 Brooks-Clauser - #18 Walker - #55 Brewton |
| 3. Oktober | Zusammenfassung | Punkte: Smith 22 Rebounds: Nolan 7 Assists: Smith 6 Steals: Nolan 4 |                                               | Punkte: Hammon 24 Rebounds: Johnson, Wauters 6 Assists: Hammon 7 Steals: Johnson 3 | AT&T Center, San Antonio Zuschauer: 16.012 Schiedsrichter: - #9 Brooks-Clauser - #18 Walker - #55 Brewton |
| 3. Oktober | Zusammenfassung |                                                                     |                                               |                                                                                    | AT&T Center, San Antonio Zuschauer: 16.012 Schiedsrichter: - #9 Brooks-Clauser - #18 Walker - #55 Brewton |

Diese Begegnung war die wohl engste in dieser kurzen Serie. Nach drei Vierteln lagen die Silver Stars nur 3 Punkte zurück. Jedoch ging auch das zweite Spiel in San Antonio an die Shock. Die damit beide Auswärtsspiele für sich entscheiden konnten. Katie Smith war auch in dieser Begegnung der Schlüssel zum Sieg für die Shock. Sie spielte auch in diesem Spiel über die volle Distanz, in der sie 22 Punkte, 6 Assists und 5 Rebounds erzielte.

#### Spiel 3
| 5. Oktober | Zusammenfassung | San Antonio Silver Stars 60, Detroit Shock 76                                         | San Antonio Silver Stars 60, Detroit Shock 76 | San Antonio Silver Stars 60, Detroit Shock 76                                                 | EMU Convocation Center, Ypsilanti Zuschauer: 8.952 Schiedsrichter: - #7 Stevens - #22 Courteau - #39 Price |
| 5. Oktober | Zusammenfassung | Punkte pro Viertel: 16-16, 18-14, 11-19, 15-27                                        |                                               |                                                                                               | EMU Convocation Center, Ypsilanti Zuschauer: 8.952 Schiedsrichter: - #7 Stevens - #22 Courteau - #39 Price |
| 5. Oktober | Zusammenfassung | Punkte: Wauters 19 Rebounds: Wauters 9 Assists: Wauters, Hammon 3 Turnovers: Hammon 4 |                                               | Punkte: Smith 18 Rebounds: Braxton, Hornbuckle 9 Assists: Nolan, Hornbuckle 5 Steals: Nolan 3 | EMU Convocation Center, Ypsilanti Zuschauer: 8.952 Schiedsrichter: - #7 Stevens - #22 Courteau - #39 Price |
| 5. Oktober | Zusammenfassung |                                                                                       |                                               |                                                                                               | EMU Convocation Center, Ypsilanti Zuschauer: 8.952 Schiedsrichter: - #7 Stevens - #22 Courteau - #39 Price |

Die Detroit Shock konnten auch die dritte Begegnung in Folge für sich entscheiden. Damit konnten sie zwei Titel in den letzten 3 Saisons für sich entscheiden. Die Silver Stars konnten einige Zeit mit den Shock mithalten. Nach 29 Sekunden im letzten Viertel lagen die Silver Stars nach einem Jump Shot von Sophia Young nur 2 Punkte zurück. Danach erzielten die Shock jedoch 12 Punkte in Folge, davon erzielte Katie Smith 8. Die Silver Stars kamen danach nicht mehr an die Shock heran, was den Sieg dieses Spiels und der gesamten Serie bedeutete.

#### WNBA Meistermannschaft
(Teilnahme an mindestens einem Playoff-Spiel)
| WNBA-Meister Detroit Shock | Guards: Alexis Hornbuckle, Elaine Powell, Ashley Shields Guards-Forwards: Deanna Nolan, Sheri Sam Forwards: Katie Smith (Finals MVP) Forward-Centers: Kara Braxton, Taj McWilliams-Franklin, Plenette Pierson Center: Olayinka Sanni, Kelly Schumacher Cheftrainer: Bill Laimbeer General Manager: Bill Laimbeer |

## WNBA Awards und vergebene Trophäen
| Auszeichnung                            | Spielerin       | Mannschaft               |
| --------------------------------------- | --------------- | ------------------------ |
| WNBA Finals MVP Award                   | Katie Smith     | Detroit Shock            |
| WNBA Most Valuable Player Award         | Candace Parker  | Los Angeles Sparks       |
| WNBA Defensive Player of the Year Award | Lisa Leslie     | Los Angeles Sparks       |
| WNBA Most Improved Player Award         | Ebony Hoffman   | Indiana Fever            |
| WNBA Peak Performer (Punkte)            | Diana Taurasi   | Phoenix Mercury          |
| WNBA Peak Performer (Rebounds)          | Candace Parker  | Los Angeles Sparks       |
| WNBA Peak Performer (Assists)           | Lindsay Whalen  | Connecticut Sun          |
| WNBA Rookie of the Year Award           | Candace Parker  | Los Angeles Sparks       |
| WNBA Sixth Woman of the Year Award      | Candice Wiggins | Minnesota Lynx           |
| Kim Perrot Sportsmanship Award          | Vickie Johnson  | San Antonio Silver Stars |
| WNBA Coach of the Year Award            | Mike Thibault   | Connecticut Sun          |

### All-WNBA Teams
| All-WNBA First Team |                                |
| Guards:             | Lindsay Whalen – Diana Taurasi |
| Forwards:           | Candace Parker – Sophia Young  |
| Center:             | Lisa Leslie                    |

| All-WNBA Second Team |                            |
| Guards:              | Sue Bird – Becky Hammon    |
| Forwards:            | Asjha Jones – Deanna Nolan |
| Center:              | Lauren Jackson             |

### All-Rookie Team
| All-Rookie Team                                                                                        |
| Candace Parker – (MIN) Candice Wiggins – Sylvia Fowles (MIN) Nicky Anosike – Matee Ajavon – Amber Holt |

### All-Defensive Team
| All-Defensive First Team |                                          |
| Guards:                  | (SAC) Ticha Penicheiro – Tully Bevilaqua |
| Forwards:                | Tamika Catchings – Sophia Young          |
| Center:                  | Lisa Leslie                              |

| All-Defensive Second Team |                                         |
| Guards:                   | Deanna Nolan – Katie Smith              |
| Forwards:                 | Lauren Jackson – (SAC) Rebekkah Brunson |
| Center:                   | Sylvia Fowles                           |